# 小久保寿人
小久保 寿人（こくぼ としひと、1984年〈昭和59年〉11月4日 - ）は、日本の俳優である。愛知県半田市出身。エヴァーグリーン・エンタテイメント所属。

## 人物
- 特技：ドラム[2]、水泳[2]、殺陣[2]、乗馬[2]。
- 趣味：格闘技観戦[2]、料理[3]。

## 来歴
蜷川幸雄主宰の若手演劇集団『さいたまネクストシアター』第一期生。蜷川作品に多数出演し、舞台『オイディプス王』（蜷川幸雄演出）ではタイトルロールを務める。テレビ朝日『やすらぎの刻〜道』では、約5000人の応募の中から見事合格しメインキャストとして名を連ねる。他にもTBS『メゾン・ド・ポリス』での犯人（本間弘喜）役の怪演が話題を呼んだ。
2019年11月新国立劇場にて南果歩との二人芝居「あの出来事」（瀬戸山美咲演出）では衣装も変えず一人で11役を見事に演じ分け、各方面から注目される。
2020年2月よりデビューから11年間お世話になったJFCTを離れ、エヴァーグリーン・エンタテイメントへ移籍。

## 出演

### 映画
- Waiting for the Sun 天気待ち（監督：奈良橋陽子、2007年）
- 拳FIST（監督：中田圭、2009年）
- 踊る大捜査線 THE MOVIE3 ヤツらを解放せよ!（監督：本広克行、2010年）
- ヒミズ（監督：園子温、2012年）
- 旅立ちの島唄〜十五の春〜（監督：吉田康弘、2013年） - 仲里正志 役
- 白ゆき姫殺人事件（監督：中村義洋、2014年） - 中学校の担任 役
- 風に立つライオン（監督：三池崇史、2015年）
- ズタボロ（監督：橋本一、2015年） - 倉田 役
- 劇場霊（監督：中田秀夫、2015年） - 渡瀬良介 役
- 予告犯（監督：中村義洋、2015年）
- ロマンス（監督：タナダユキ、2015年）
- シン・ゴジラ（総監督：庵野秀明・監督：樋口真嗣、2016年）
- 美しい星（監督：吉田大八、2017年）
- ユリゴコロ（監督：熊澤尚人、2017年） - 田中 役
- HKT48 短編 サバイバルウーマン（監督：熊澤尚人、2017年）
- 短編映画 わるふざけ（監督：犬竹義行、2018年） - 飯田 役
- 検察側の罪人（監督：原田眞人、2018年）
- 累-かさね-（監督：佐藤祐市、2018年）
- ごっこ（監督：熊澤尚人、2018年）
- かぞくいろ RAILWAYS わたしたちの出発（監督：吉田康弘、2018年） - 中泉保 役
- 台風家族（監督：市井昌秀、2019年9月6日）
- 無頼（監督：井筒和幸、2020年12月12日）
- 花束みたいな恋をした（監督：土井裕泰、2021年1月29日）[4] - 恩田友行 役
- 騙し絵の牙（監督：吉田大八、2021年3月26日）
- 種まく旅人～華蓮（ハス）のかがやき～（監督：井上昌典、2021年4月2日）[5]
- 恋い焦れ歌え（監督：熊坂出、2022年5月27日）[6]
- 妖怪シェアハウス-白馬の王子様じゃないん怪-（監督：豊島圭介、2022年6月17日） - 川辺雄介（河童）役[7]
- モエカレはオレンジ色（村上正典監督、2022年7月8日）
- キングダム2 遥かなる大地へ（監督：佐藤信介、2022年7月15日） - 宮元副官 役
- おまえの罪を自白しろ（監督：水田伸生、2023年10月20日）[8][9] - 記者 役
- 記憶の居所（監督：常間地裕、2024年2月17日） - 河田源 役[10]
- 君の忘れ方（監督：作道雄、2025年1月17日） - 牧田兼 役[11][12]
- 片思い世界（監督：土井裕泰、2025年4月4日） - 岡田・夫 役[13]

### テレビドラマ
- 傍聴マニア09〜裁判長!ここは懲役4年でどうすか〜（2009年12月24日、日本テレビ）
- トライ・エイジ　三世代の挑戦（2011年2月10日、NHK BSプレミアム）
- 11文字の殺人（2011年6月10日、フジテレビ）
- 絶対零度～特殊犯罪潜入捜査～ Season2 第9話（2011年9月6日、フジテレビ）
- 坂の上の雲 第三部（2011年12月、NHK BSプレミアム）
- もう一度君に、プロポーズ（2012年4月 - 6月、TBS） - 長谷川幸一 役（準レギュラー）
- ヤアになる日〜鳥羽・答志島パラダイス〜（2012年9月30日、NHK BSプレミアム） - 浦沢利夫 役
- 相棒 season12 第5話「エントリーシート」（2013年11月13日、テレビ朝日） - 後藤和人 役
- S -最後の警官- 第1話（2014年1月12日、TBS）
- 福家警部補の挨拶 第9話（2014年3月11日、フジテレビ） - 山岡一雄 役
- BORDER 警視庁捜査一課殺人犯捜査第4係 第5話（2014年5月8日、テレビ朝日） - 綿貫刑事 役
- 若者たち2014（2014年7月 - 、フジテレビ） - 斉藤昌伸 役
- すべてがFになる 第9話・最終話（2014年12月16日・23日、フジテレビ） - 松本卓也 役
- 翳りゆく夏（2015年1月 - 2月、WOWOW） - 小泉和彦 役
- アイアングランマ 第6話（2015年2月14日、NHK BSプレミアム）
- 大河ドラマ（NHK）
  - 花燃ゆ 第25回（2015年6月21日） - 古高俊太郎 役
  - 西郷どん 第46回（2018年12月9日） - 鱸成信 役
  - いだてん〜東京オリムピック噺〜 第28回（2019年7月28日） - 三上卓 役
  - 青天を衝け（2021年2月14日 - ） - 朔兵衛 役
- 無痛～診える眼～ 第1話（2015年10月7日、フジテレビ） - 中野昭一 役
- 農業女子はらぺ娘（2015年12月16日、NHK BSプレミアム） - 今井翔太 役
- グッドパートナー 無敵の弁護士 第1話（2016年4月21日、テレビ朝日） - 長谷川祐二 役
- メディカルチーム レディ・ダ・ヴィンチの診断 第4話（2016年11月1日、フジテレビ） - 真田達郎 役
- キャリア〜掟破りの警察署長〜 第7話（2016年11月20日、フジテレビ） - 須賀直也 役
- 櫻子さんの足下には死体が埋まっている 第4話（2017年5月14日、フジテレビ） - 東藤耕次 役
- バウンサー（2017年、BSスカパー）
- みをつくし料理帖 第4話（2017年6月10日、NHK） - 卯吉 役
  - みをつくし料理帖スペシャル 前編（2019年12月14日、NHK） - 卯吉 役
- プラージュ〜訳ありばかりのシェアハウス〜 第1話（2017年8月12日、WOWOW）
- 森村誠一の棟居刑事10（テレビ朝日） - 西島刑事 役
- パンドラⅣ〜AI戦争〜（2019年11月11日 - 12月18日、WOWOW） - 須藤匡 役
- メゾン・ド・ポリス 第1話（2019年1月11日、TBS） - 本間弘喜 役
- やすらぎの刻～道（2019年4月8日 - 2020年3月27日、テレビ朝日） - 西条五介 役
- サイン-法医学者 柚木貴志の事件-（2019年7月11日 - 9月12日、テレビ朝日） - 四方田隼斗 役
- 死役所 第5話（2019年11月13日、テレビ東京） - 浅井 役
- 微笑む人（2020年3月1日、テレビ朝日） - 鴨井拓郎 役
- 半沢直樹 （2020年版）（2020年7月19日 - 9月27日、TBS） - 野崎三雄 役
- コールドケース3 ～真実の扉～ 第5話（2021年1月9日、WOWOW） - 谷口翔馬 役
- 君と世界が終わる日に（2021年1月31日 - 3月21日、日本テレビ） - 坪井 役[14][15]
- 西荻窪 三ツ星洋酒堂 第4話（2021年3月5日、毎日放送） - 原田晃 役[16]
- 脳科学弁護士 海堂梓 ダウト（2021年4月12日、テレビ東京） - 馬場俊平 役
- 私の夫は冷凍庫に眠っている（2021年5月15日、テレビ東京） - 夏奈の義父 役
- にぶんのいち夫婦（2021年6月3日 - 7月29日、テレビ東京） - 高梨和己 役[17]
- 鉄道捜査官 第19作（2021年8月2日、テレビ朝日） - 君原洋介（カメラマン） 役
- 群青領域 第9話（2021年12月17日、NHK総合） - 木村隼人 役
- 妖怪シェアハウス-帰ってきたん怪- 第1話（2022年4月9日、テレビ朝日） - 川辺雄介(河童) 役[18][19]
- 今野敏サスペンス 機捜235III（2022年5月16日、テレビ東京） - 三村圭吾 役
- 吉祥寺ルーザーズ 第9話（2022年6月6日、テレビ東京） - 山田 役
- 刑事7人 Season8 第2話（2022年7月20日、テレビ朝日） - 征木健也 役
- DORONJO / ドロンジョ（2022年10月7日 - 12月16日、WOWOW） - 長尾慎二 役[20][21]
- 6秒間の軌跡（テレビ朝日） - 田中勇人 役
  - 6秒間の軌跡〜花火師・望月星太郎の憂鬱（2023年1月14日 - 3月18日）
  - 6秒間の軌跡〜花火師・望月星太郎の2番目の憂鬱（2024年4月13日 - 6月8日）
- 夕暮れに、手をつなぐ 第4話 - 最終話（2023年2月7日 - 3月21日、TBS） - 柾 役[22]
- 弁護士ソドム 第1話（2023年4月28日、テレビ東京） - 生田 役
- 合理的にあり得ない〜探偵・上水流涼子の解明〜 第4話・第5話（2023年5月8日・15日、関西テレビ） - 滝本悟志 役
- マイ・セカンド・アオハル 第5話（2023年11月14日、TBS） - 桂山キイナの既婚者 役
- トクメイ!警視庁特別会計係 第7話（2023年11月27日、関西テレビ・フジテレビ） - ノッカー・ウォール 役[23]
- 消せない「私」-復讐の連鎖- 第4話 - 第6話（2024年1月27日 - 2月10日、日本テレビ） - 猿渡祐司 役
- 金曜ナイトドラマ JKと六法全書 第5話 - 最終話（2024年5月17日 - 6月7日、テレビ朝日） - 一ツ橋満 役[24]
- マル秘の密子さん 第2話（2024年7月20日、日本テレビ） - 森山 役[25]
- 降り積もれ孤独な死よ 第3話・第7話（2024年7月21日・8月18日、読売テレビ・日本テレビ系） - 真和 役[26]
- 伝説の頭 翔 第3話（2024年8月2日、テレビ朝日） - ミラクル昼家 役[27]
- 火曜ドラマ まどか26歳、研修医やってます! 第3話（2025年1月28日、TBS） - 中山勇人 役[28]
- 火曜9時枠 アイシー〜瞬間記憶捜査・柊班〜 第4話・第5話（2025年2月11日・18日、フジテレビ） - 奥貫純生 役[29]
- 水曜22時枠 問題物件 第9話・第10話（2025年3月12日・19日、フジテレビ） - 富沢辰也 役[30]
- ドラマ9 失踪人捜索班 消えた真実（2025年4月11日 - 6月6日、テレビ東京） - 深町克英 役[31]
- 特捜9 final season 第6話（2025年5月14日、テレビ朝日） - 茂木邦彦 役
- 恋は闇 第6話・最終回（2025年5月21日・6月18日、日本テレビ） - 池内大穀 役[32]
- 恋愛禁止（2025年7月3日 - 、読売テレビ・日本テレビ） - 倉島隆 役[33]

### 配信ドラマ
- 君と世界が終わる日に（Hulu） - 坪井 役 
  - Season2（2021年3月21日 - 4月25日）[34]
  - Season3（2022年2月25日 - 4月1日）[35]
  - Season5（2024年2月9日 - ）[36][37]

### 舞台
- 黄金バット2006 三浦浩一演出
- Waiting for the Sun 天気待ち 奈良橋陽子演出
- 少女都市からの呼び声 唐十郎作・菅田俊演出
- 真田風雲録 蜷川幸雄演出 - 海野六郎 役
- 美しきものの伝説 蜷川幸雄演出- 荒畑寒村 役
- アントニーとクレオパトラ 蜷川幸雄演出
- ハムレット 蜷川幸雄演出 - ホレイシオ 役
- 火刑 ザ・ファクトリー2 テネシー・ウィリアムズ短編集 蜷川幸雄演出 - 主演
- オイディプス王 蜷川幸雄演出 - 主演
- 鴉よ、おれたちは弾丸をこめる 蜷川幸雄演出
- 盲導犬 蜷川幸雄演出- タダハル 役
- カリギュラ 蜷川幸雄演出 - エリコン 役
- リチャード二世 蜷川幸雄演出 - エクストン 役
- ジハード-Djihad- 瀬戸山美咲演出 - レダ 役
- あの出来事 瀬戸山美咲演出 - W主演
- 夜明けの寄り鯨 大澤遊演出[38]

### CM
- 日本経済新聞（2010年）
- アサヒ飲料「WONDA 特製カフェオレ がんばって」（2010年）
- 日清オイリオ「オイリオギフト 贈りたい人」（2011年）
- りそな銀行（2011・12年）
- 吉野家「アニキ部長 うまい！」（2011・12年）
- NHK「いつもどこかであなたと繋がっています」（2012年）
- 花王「エマール かわいく着よう」（2012年）
- イオン「イオンのメリークリスマス。ギフト篇」（2012年）
- グリー「GO！SMARTPHONE.」（2012年）
- 東洋水産『赤いきつねと緑のたぬき』（2014・2015年）
- ほけんの窓口『新婚子育て家族篇』（2014・2015年）
- サイボウズ『ワークスタイルドラマ〝声”』-町田役（2015・2016年）
- 東邦ガス『情熱GAS 保安篇』（2016～2018年）
- セガホールディングス『チェインクロニクル』（2016年）
- 東洋水産『マルチャン製麺〝麺の正体・小料理“篇』（2016年）
- ジョンソン『カビキラー』（2016年）
- スズキ『ワゴンR 犬と散歩篇』（2017年）
- シヤチハタ『誕生日前夜』（2017年）
- ケンタッキーフライドチキン『辛々醤チキン』（2018年）
- ジョンソンエンドジョンソン『アキビューモイスト』（2018年 - 2021年）
- 都道府県民共済『約束に、まっすぐ。〝宣言”篇』（2018年 - 2020年）
- 日本ゼオン 企業広告『地球に提案だ。扉シリーズ』
  - 「扉」篇（2021年10月 - ）[39]
  - 「扉の先」篇（2022年10月 - ）[40]
  - 「次の扉」篇（2023年3月 - ）[41]
  - 「最後の扉」篇（2023年10月 - ）[42]
  - 「終わらない旅」篇（2025年3月 - ）[43]
- 新日邦 パチンココンコルド「大人ってなんだ」（2023年 - 2024年）[44]

### PV
- 吉田山田「メリーゴーランド」（2012年）

### DVDシネマ
- わが凶状半生（2010年） - 山上コウヘイ 役
- 打撃女医サオリ（2011年） - 二宮直人 役
- GRAY ZONE - 仁道会若松組組員 猪瀬虎次(二代目ローンウルフ総長) 役